# Sleeping Sun
Singles de Nightwish
The Siren
(2005) Eva
(2007)
Sleeping Sun est une chanson du groupe de metal symphonique finlandais Nightwish. La chanson est extraite de leur deuxième album Oceanborn et dont il existe aujourd'hui deux versions (la version de 1999, à la suite de l'éclipse solaire, inclut Sleeping Sun). La chanson a été écrite par Tuomas Holopainen et dédiée à l'éclipse solaire du 11 août 1999. Deux clips différents ont également été tournés.
C'est la première chanson qui a fait véritablement connaître le groupe au-delà de la Finlande, notamment grâce à un nouveau contrat avec le label européen : Drakkar Records.

## Second enregistrement
En 2005, Nightwish annoncent qu'ils enregistrent une nouvelle version de cette chanson, pour un album-compil du nom de Highest Hopes. Tarja Turunen chanta la nouvelle version comme dernière contribution enregistrée en studio à Nightwish, avant d'être remplacée par Anette Olzon. 
"Sleeping Sun" paraîtra ainsi dans Highest Hopes sous le titre "Sleeping Sun 2005 Version". Pour promouvoir la compilation, elle sera lancée sous singles CD et DVD.
Le single-CD inclut la version de 2005, l'édition radio de cette version, et la version originale de 1999.
Le groupe a aussi réalisé une vidéo pour la version 2005. C'est une scène médiévale vicieuse montrant tous les membres de Nightwish, Tarja incluse, après une guerre. La vidéo originale de 2000 avait été tournée seulement avec Tarja Turunen marchant à Pakkahuone, Tampere en Finlande.  Elle était la seule membre de Nightwish dans la vidéo originale, qui était bien moins dramatique. Les deux versions de la vidéo sont incluses sur le single DVD.

## Liste des titres
| 1. | Sleeping Sun (edit)      |  |
| 2. | Sleeping Sun             |  |
| 3. | Sleeping Sun (originale) |  |

| 1. | Sleeping Sun (2005)                 |  |
| 2. | Sleeping Sun version (1999)         |  |
| 3. | Sleeping Sun (Live @ Summer Breeze) |  |

## Composition du groupe
- Tarja Turunen – chants
- Tuomas Holopainen – clavier
- Emppu Vuorinen – guitare
- Marco Hietala - basse
- Jukka Nevalainen – Batterie